# اچ‌ام‌اس هوگ (۱۹۰۰)
اچ‌ام‌اس هوگو (۱۹۰۰) (به انگلیسی: HMS Hogue (1900)) یک زیردریایی بود که طول آن ۴۷۲ فوت (۱۴۴ متر) بود. این زیردریایی در سال ۱۹۰۰ ساخته شد.